# Sergio Raúl Gómez Roca
Sergio Gómez Roca (Salta, 7 de junio de 1942-Atlántico Sur, 3 de mayo de 1982) fue un militar argentino de la Armada Argentina que participó de la Guerra de las Malvinas de 1982 en el Teatro de Operaciones del Atlántico Sur, siendo comandante del aviso ARA Alférez Sobral. Fue ascendido póstumamente a capitán de fragata.

## Combate
Esa unidad de combate fue averiada gravemente por helicópteros navales británicos mientras navegaba en una misión de rescate de tripulantes de un avión Canberra de la Fuerza Aérea Argentina derribado al norte de Puerto Argentino. Desde el helicóptero atacaron con misiles Sea Skua, impactando al buque y destruyendo el puente de mando y el cuarto de radio, muriendo en sus puestos de comando el propio comandante capitán de corbeta (en ese momento) Gómez Roca, el guardamarina (en ese momento) Claudio Olivieri, el cabo principal Mario Rolando Alancay, los cabos segundos Elvio Daniel Tonina, Sergio Rubén Medina y Ernesto Rubén Del Monte, el marinero Héctor Antonio Dufrechou y el conscripto Roberto Tomás D’Errico, dotación de la nave.

## Transcripción del Comunicado N.º18 del Estado Mayor Conjunto del 3 de mayo de 1982
El Estado Mayor Conjunto comunica que a las 1.30 horas del día de la fecha fue alcanzado por fuego enemigo el Aviso ARA Sobral, que concurría en apoyo del piloto de un avión de Fuerza Aérea Argentina, eyectado de su aparato el día anterior al norte de Puerto Argentino y cuyo equipo radioeléctrico de señales para rescate lo ubica en esa zona. Como consecuencia del ataque el mencionado Aviso recibió daños que motivaron la pérdida del enlace radioeléctrico con dicha unidad.

## Condecoraciones y homenajes
El capitán Gómez Roca fue condecorado con la Medalla al Muerto en Combate y ascendido post mortem al grado de capitán de fragata. Fue el primer comandante argentino, en morir en su puesto de mando por acción de guerra frente al enemigo, en un conflicto internacional.
Además, Sergio Raúl Gómez Roca fue declarado  héroe nacional por la ley 24 950 promulgada el 3 de abril de 1998, y modificada por la ley 25 424 promulgada el 10 de mayo de 2001, junto con otros combatientes argentinos fallecidos en la guerra de las Malvinas.
La península Gómez Roca en la isla Gran Malvina y la corbeta ARA Gómez Roca (P-46) de la Armada Argentina homenajean su memoria.